# Lawrence Eagleburger
Lawrence Sidney Eagleburger (født 1. august 1930 i Milwaukee, Wisconsin, USA, død 4. juni 2011) var en amerikansk republikansk politiker og diplomat. Han var USA's udenrigsminister 1992–1993.
Eagleburger aflagde sin mastergradseksamen ved University of Wisconsin-Madison. I 1957 blev han ansat af USA's udenrigsdepartement, og han gjorde tjeneste i forskellige stillinger på ambassader og konsulater, blandt andet i Beograd 1961-1965. I 1969-1971 gjorde han tjeneste som medarbejder hos præsidentens sikkerhedsrådgiver Henry Kissinger. Han var USA's ambassadør i Jugoslavien 1977-1980. Under præsident Ronald Reagan gjorde han tjeneste i flere år som assisterende udenrigsminister (nummer tre i departementet).
Eagleburger var USA's viceudenrigsminister (nummer to i USA's udenrigsdepartement) 1989-1992 og var udenrigsminister 1992-1993 under præsident George H.W. Bush. Den europæiske presse fremstillede ham som proserbisk, og det bidrog til, at nogen kaldte ham Lawrence of Serbia, et ordspil med henblik på den britiske Lawrence of Arabia. Ved siden af tjenesten som viceudenrigsminister var han også præsidentens rådgiver i spørgsmål, som gjaldt krisen i Jugoslavien 1989-1992.
Eagleburger deltog i arbejdet til Iraq Study Group, en kommission ledet af James Baker og Lee Hamilton, som i december 2006 publicerede sine anbefalinger for en ny strategi i Irakkrigen. Han erstattede Robert Gates i slutfasen af kommissionens arbejde i november 2006.
| Efterfulgte: James Baker | USA's udenrigsminister 1992–1993 | Efterfulgtes af: Warren Christopher |